# 基辅卡
46°13′2″N 32°31′49″E / 46.21722°N 32.53028°E
基辅卡（烏克蘭語：Київка）是位於烏克蘭南部的村莊，由赫爾松州斯卡多夫斯克區的多利馬蒂夫卡市鎮負責管轄。該村始建於1961年，面積0.52平方公里，海拔高度20米，2001年人口325，人口密度每平方公里623.8人。